# Che gelida manina
Che gelida manina – tenorowa aria z I aktu opery Cyganeria Giacoma Pucciniego, do której libretto napisali Luigi Illica i Giuseppe Giacosa. Arię wykonuje Rodolfo, postać portretująca przedstawiciela paryskiej bohemy. Pierwszym wykonawcą tej partii (oraz arii) podczas światowej prapremiery Cyganerii 1 lutego 1896 roku był Evan Gorga. Aria jest jednym z najbardziej znanych utworów z tej opery i zajęła stałe miejsce w kanonie tenorowego repertuaru.
W trakcie arii Rodolfo wyznaje Mimì, że jest biednym poetą marzącym o lepszym życiu. Na koniec prosi ją, aby powiedziała coś o sobie.

## Kontekst

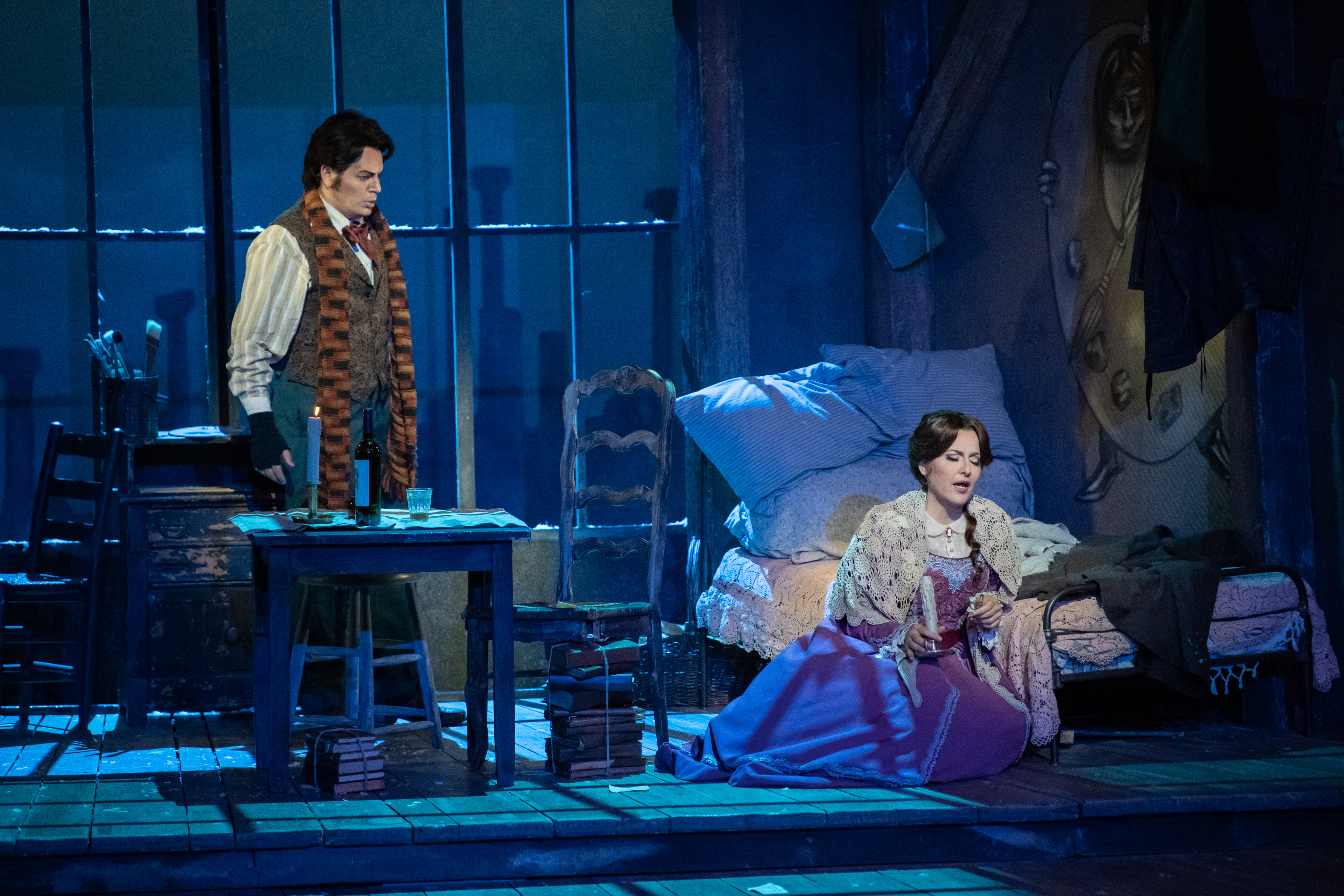
Cyganeria, Rodolfo spotyka Mimì na chwilę przed arią

Gdy przyjaciele Rodolfa udają się do kawiarenki Momus, ten jeszcze przez chwilę zostaje, by dokończyć artykuł do gazety. Odwiedza go jednak niespodziewanie młoda sąsiadka Łucja nazywana przez znajomych Mimì. Ta prosi go, by zapalił jej świecę. Wychodząc okazuje się, że zgubiła klucz od swego pokoju, a nagły podmuch wiatru gasi świece jej i Rodolfa. Młodzi szukają klucza na podłodze po omacku. Rodolfo szybko go odnajduje, dotyka jednak niby przypadkiem zmarzniętej ręki Mimì. Chłód ręki dziewczyny to punkt odniesienia i początek zwierzeń Rodolfa w arii, jak również początek ich miłości.
Utwór rozpoczyna się melorecytującym „Che gelida manina”, jednak szybko przechodzi w pełnoprawną arię. W utworze Rodolfo mówi Mimì, że jest poetą – „Chi son? Sono un poeta”, opowiada o swojej doli poety żyjącego w beztroskiej biedzie, o swoich snach. Następnie przyznaje, że ukradła mu serce, a kończy pytając ją o jej życie. W odpowiedzi Mimì śpiewa swoją arię „Sì, mi chiamano Mimì”, a akt kończy się duetem „O soave fanciulla”, w którym zdają sobie sprawę, że zakochali się w sobie.

## Muzyka
Aria ma nowatorską strukturę stworzoną przez Pucciniego: składa się z trzech muzycznie odrębnych części, którym brakuje balansu tonalnego, ale tworzą spójną całość. Część początkowa jest łagodna i stonowana, część druga (zaczynająca się od „Chi son? Sono un poeta”) jest wyraźnie żywsza, odważniejsza, ma bardziej zróżnicowaną dynamikę i zawiera motyw dla Rodolfa. Część trzecia zaczynająca się od „Talor dal mio forziere”, jest na powrót spokojniejsza i daje początek dla motywu miłości używanego później w operze.
W rękopisie partytury opery, początek arii ze wstępem zostały pierwotnie napisane w C-dur, a nie Des-dur, co jest powszechnie używane podczas wystawień opery. Aria bywa jednak obniżana o pół tonu dla wykonawców, którym trudno jest zaśpiewać kulminacyjne „wysokie C”. Zdaniem Arthura Groosa celem autora w pierwotnej wersji było ułatwienie wykonania arii. Groos zauważa także, że pierwotnie akt I zaczyna się i kończy w C-dur co pokrywa się z arią. Z drugiej strony wersja poprawiona na Des-dur może wskazywać na odniesienie do końca opery także napisanego w tej tonacji i odwołanie do ostatniej sceny kochanków.

## Nagrania
Cyganeria to jedna z najpopularniejszych oper, a „Che gelida manina”, będąca najbardziej znaną arią tenorową z tej opery, jest w konsekwencji jedną z najczęściej nagrywanych arii przez tenorów. W latach 1900–1980 prawie 500 tenorów nagrało tę arię w co najmniej siedmiu różnych językach. Opera miała swoją prapremierę w Turynie w 1896 roku z rolą Rodolfa w wykonaniu Evana Gorgi, chociaż Gorga miał trudności z wysoką tessiturą i tonacja musiała zostać dla niego obniżona. Podczas prapremiery aria doczekała się bisu, jednak sama opera nie przypadła krytykom do gustu. Według anegdoty, Enrico Caruso, wtedy młody śpiewak zdobywający popularność miał zagrać postać Rudolfa w Livorno. Wydawca Pucciniego, Giulio Ricordi zakontraktował wszystkich śpiewaków oprócz niego; jego zdaniem odtwórca głównej roli powinien mieć większe doświadczenie. Caruso, chcąc zostać obsadzonym, zaśpiewał arię dla Pucciniego, który skomentował to słowami: „Kto cię do mnie przysłał, Bóg?”.
Pierwsze nagrania arii zostały zarejestrowane kilka lat po premierze (Enrico Caruso w 1906). Beniamino Gigli wykonał tę arię w filmie Ave Maria (1936). Aria była jedną z kilku zapisanych przez Mario Lanzę w jego pierwszych nagraniach w 1949 roku; jego nagranie „Che gelida manina” zdobyło „Operatic Recording of the Year” przyznawane przez National Record Critics Association, a później zostało włączone do historycznych nagrań RCA's Hall of Fame. Pierwsze znane nagranie Luciano Pavarottiego miało miejsce w 1961 roku podczas jego profesjonalnego debiutu w Teatro Municipale w Reggio Emilia, a następnie nagrał ją w 1963 roku w Londynie na jego pierwszym wydawnictwie z recitalem operowym. Wielokrotnie wykonania Pavarottiego zostały zarejestrowanych przy okazji całych spektakli jak i recitali (La Scala 1979, studyjne nagranie z 1973 roku pod dyrekcją Herberta von Karajana). Zdaniem Pavarottiego niskie dźwięki arii wymagają od tenora jego całej siły do wydobycia czystych dźwięków, które wypełnią całą salę.

## Libretto

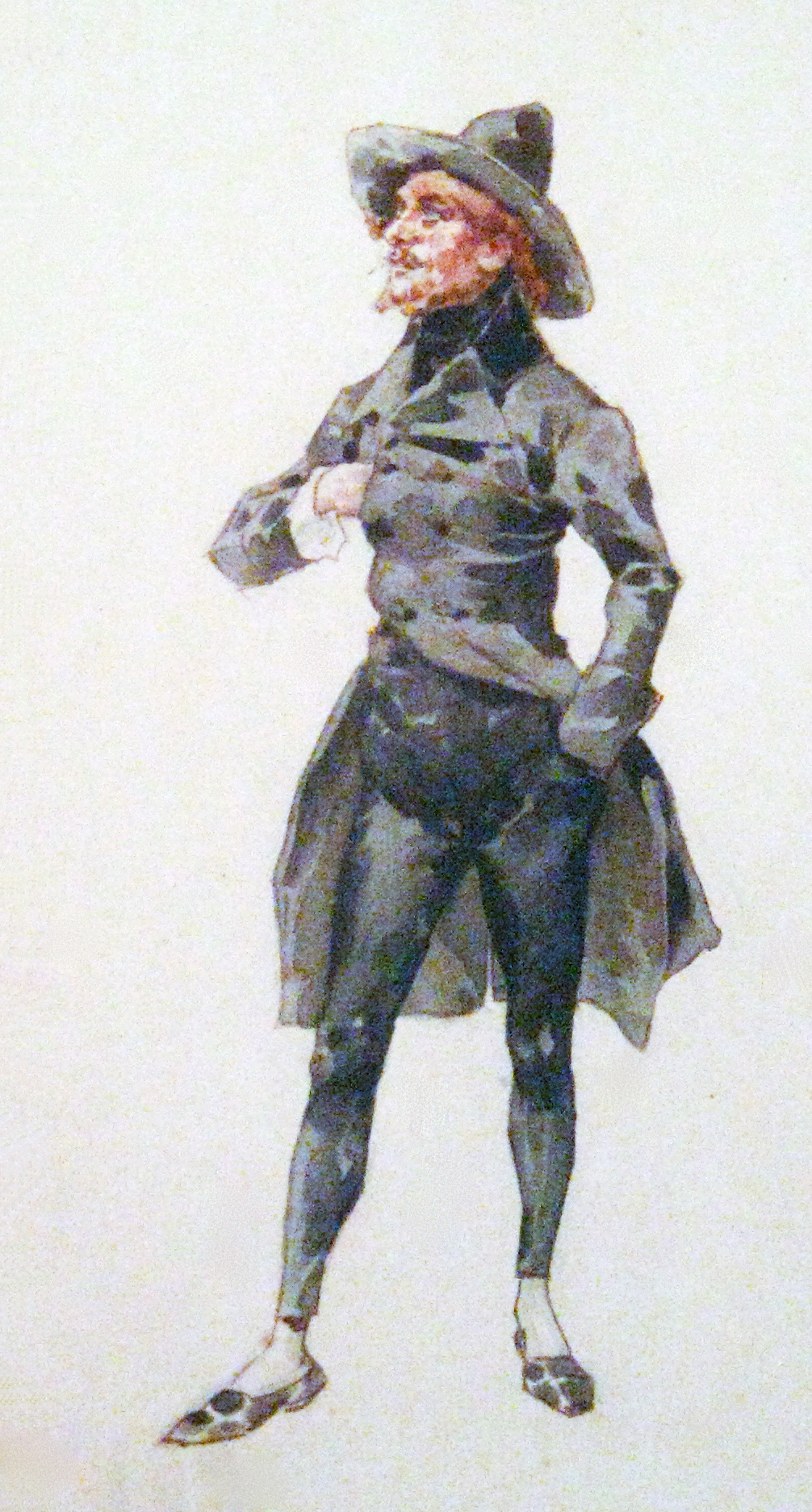
Kostium Rodolfa na premierę w Turynie w 1896

Che gelida manina,

se la lasci riscaldar.

Cercar che giova?

Al buio non si trova.

Ma per fortuna

é una notte di luna,

e qui la luna

l'abbiamo vicina.

Aspetti, signorina,

le dirò con due parole

chi son, chi son, e che faccio,

come vivo. Vuole?

Chi son? Chi son? Sono un poeta.

Che cosa faccio? Scrivo.

E come vivo? Vivo.

In povertà mia lieta

scialo da gran signore

rime ed inni d'amore.

Per sogni e per chimere

e per castelli in aria,

l'anima ho milionaria.

Talor dal mio forziere

ruban tutti i gioelli

due ladri, gli occhi belli.

V'entrar con voi pur ora,

ed i miei sogni usati

e i bei sogni miei,

tosto si dileguar!

Ma il furto non m'accora,

poiché, poiché v'ha preso stanza

la dolce speranza!

Or che mi conoscete,

parlate voi, deh!

Parlate. Chi siete?

Vi piaccia dir!